# Alliance des petits États insulaires
L'Alliance des petits États insulaires, (en anglais Alliance of Small Island States, en abrégé AOSIS) est une organisation intergouvernementale de pays États côtiers ou insulaires. Fondée en 1990, cette alliance a pour but de mieux faire entendre la voix des petits États insulaires en développement face aux changements climatiques, et notamment l'élévation du niveau de la mer. Elle les représente lors des conférences sur le climat et vise à les faire compter dans le débat international, en exprimant des positions communes.
Très active depuis sa création, elle a fortement pesé dans les premières négociations du protocole de Kyoto en 1994, aux côtés du Groupe des 77. La plupart des membres de l'organisation étaient présents à la conférence de Copenhague de 2009 sur le climat. Le 10 décembre, des membres de la délégation des Tuvalu y ont interrompu des débats en cours pour exiger que la hausse globale de la température mondiale soit limitée à 1,5 degré et non deux, comme la plupart des membres le proposaient. Lors de la Conférence sur le climat de Varsovie en novembre 2013, elle prône la création d'un dispositif de compensation financière pour les dégâts causés par le typhon Haiyan.

## États membres
L'AOSIS compte 39 États membres (37 membres de l'ONU ainsi que les Îles Cook et Niue) et cinq membres observateurs au 1er juin 2018. L'alliance représente 28 % des pays en développement et 20 % de tous les pays membres de l'ONU mais moins de 1 % de la population mondiale.
| Dans l'océan Atlantique et les mers connexes : - Antigua-et-Barbuda - Bahamas - Barbade - Belize - Cap-Vert - Cuba - Dominique - Grenade - Guinée-Bissau - Guyana - Haïti - Jamaïque - République_dominicaine - Sao Tomé-et-Principe - Saint-Christophe-et-Niévès - Sainte-Lucie - Saint-Vincent-et-les Grenadines - Suriname - Trinidad-et-Tobago | Dans l'océan Indien : - Comores - Maldives - Maurice - Seychelles - Timor oriental | Dans l'océan Pacifique : - Îles Cook - Fidji - États fédérés de Micronésie - Kiribati - Îles Marshall - Nauru - Niue - Palaos - Papouasie-Nouvelle-Guinée - Samoa - Singapour - Salomon (pays) - Tonga - Tuvalu - Vanuatu |  |

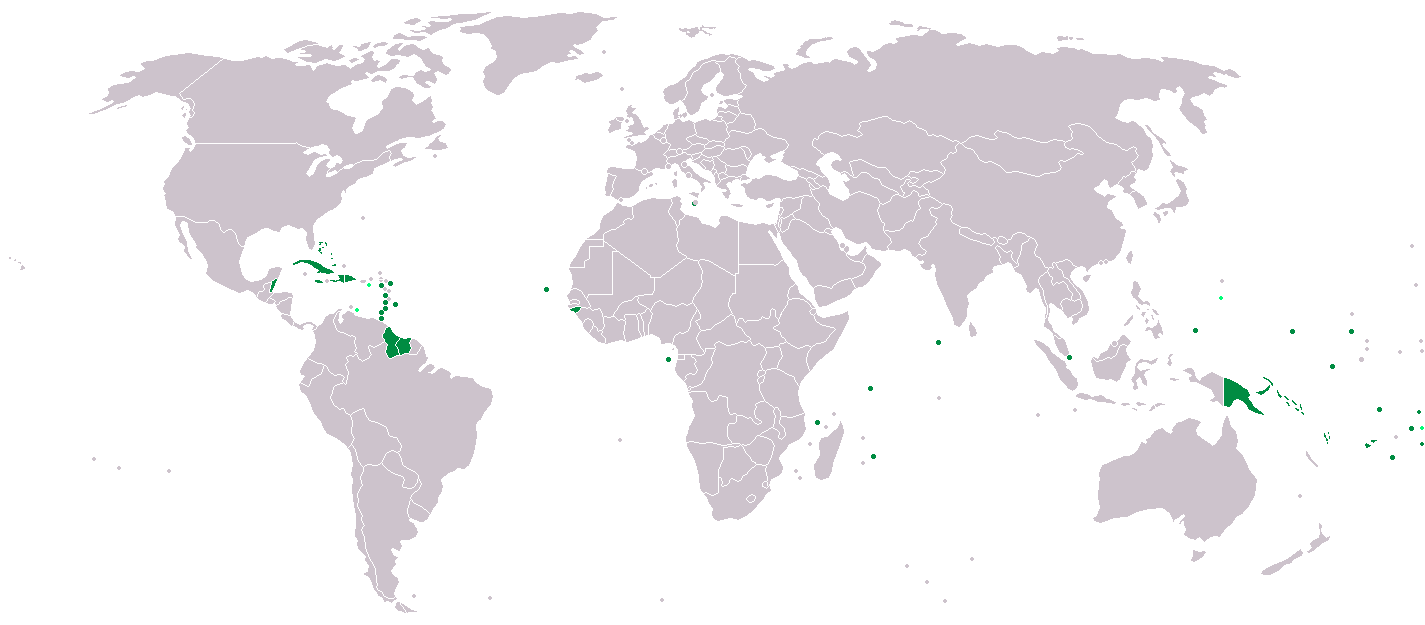
Membres de l'AOSIS en vert foncé ; observateurs en vert clair (mars 2008).

L'AOSIS compte également cinq membres observateurs : les Samoa américaines, Guam, Porto Rico, les Antilles néerlandaises et les Îles Vierges américaines.

## Direction de l'organisation
Direction de l'organisation
- 1994-1997 : Robert Van Lierop (en) (Vanuatu)
- 1997-2002 : Tuiloma Neroni Slade (en) (Samoa)
- 2002-2005 : Jagdish Koonjul (Maurice)
- 2005-2006 : Enele Sopoaga (Tuvalu)
- 2006 : Julian R. Hunte (Sainte-Lucie)
- 2006-2009 : Angus Friday (Grenade)
- 2009-2011 : Dessima Williams (Grenade)
- 2012-2014 : Marlene Moses (Nauru)
- 2015-2017 : Ahmed Sareer (Maldives)
- 2017-2018 : Ali Naseer Mohamed (Maldives)
- 2019-2020 : Lois Young (Belize)
- 2021-2022 : Walton Webson (Antigua-et-Barbuda)
- 2022-présent :  Fatumanava-o-Upolu III Pa’olelei Luteru (Samoa)